# Tinagma gigantea
Tinagma gigantea är en fjärilsart som beskrevs av Braun 1921. Tinagma gigantea ingår i släktet Tinagma och familjen skäckmalar. Inga underarter finns listade i Catalogue of Life.